# Estaciones del año

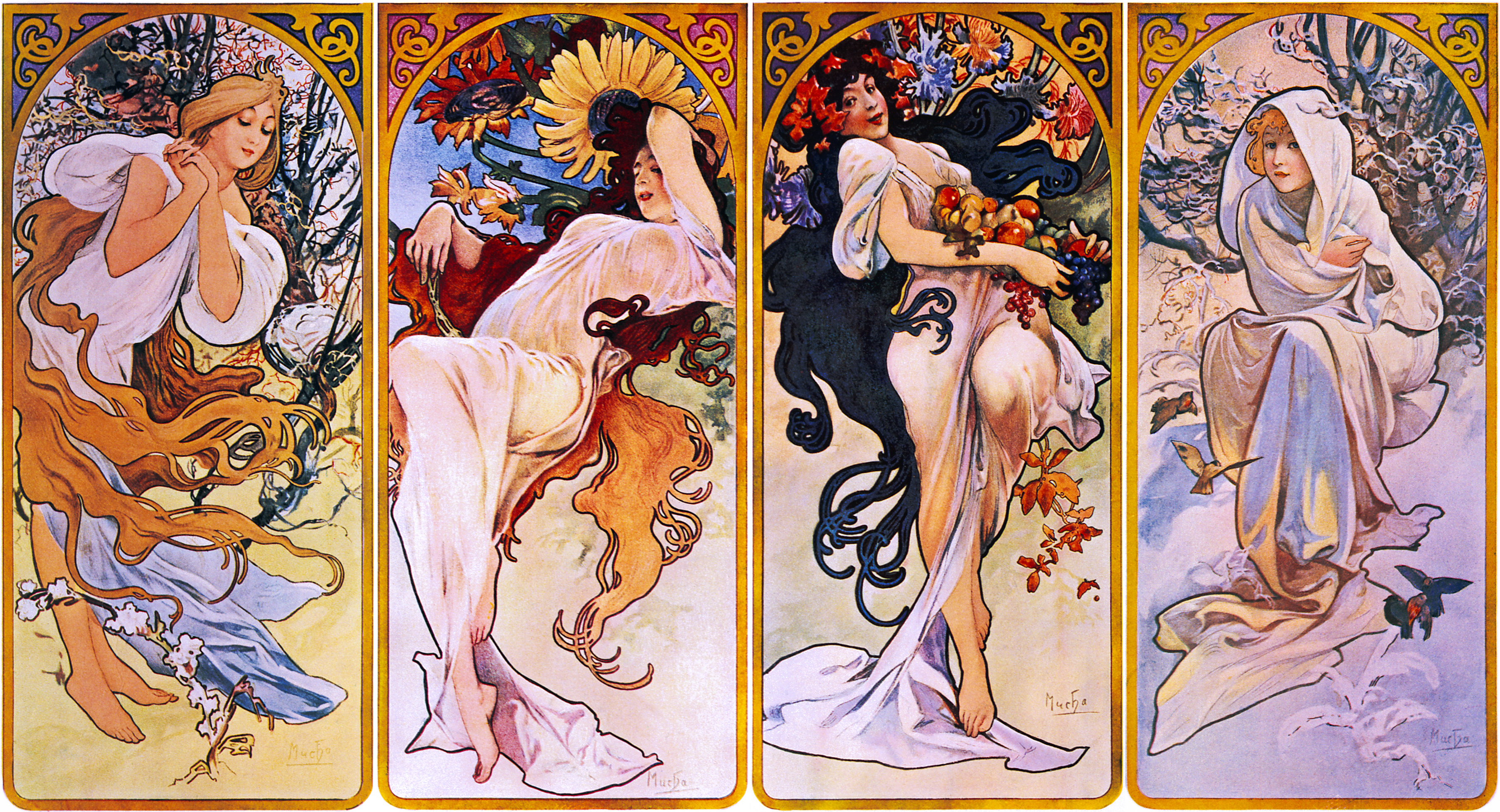
Cuatro estaciones de Alfons Mucha, c. 1897.

Una estación es cada uno de los períodos de tiempo en que se puede dividir un año,  con una duración mayor que el mes, caracterizada por el comportamiento típico de alguna variable meteorológica (temperatura, precipitación, vientos, etcétera). Se presentan de manera cíclica e invertida entre un hemisferio y otro. En la zona templada las estaciones son cuatro y en las tropicales, dos.
La sucesión de las estaciones es causada por características astronómicas del planeta. Existe una idea equivocada y muy extendida según la cual las estaciones se deberían a la forma elíptica de la órbita y que, en su movimiento de traslación, aleja y acerca el planeta al Sol. La verdadera causa de las estaciones se encuentra en la combinación del movimiento de traslación con la inclinación del eje de giro prácticamente constante en el lapso de un año. De esta manera, cualquier planeta (o incluso satélites) con inclinación axial distinta de cero tiene estaciones (Véase: Efecto del ángulo solar sobre el clima), 
En la Tierra distintas culturas en distintas épocas y ubicaciones geográficas han realizado sus propias divisiones del año en estaciones, considerando distintas características astronómicas, meteorológicas y fenológicas, con diversas fechas límites entre ellas.
En las zonas templadas las estaciones se diferencian por el comportamiento de: la altura máxima diaria del Sol sobre el horizonte, la duración de los días y las noches, la insolación diaria y la temperatura atmosférica media diaria. En la zona intertropical estos cambios son poco apreciables por lo que, en muchas zonas tropicales, las estaciones se definen por las precipitaciones que determinan dos estaciones: la estación seca y la estación lluviosa, relacionadas con la posición de la zona de convergencia intertropical y el cinturón de lluvias tropicales que permanece en el hemisferio norte de abril a septiembre y pasa al hemisferio sur de octubre a marzo.

## Etimología
La palabra estación proviene del latín statio, compuesta de status, ‘inmóvil’, y  -tio, ‘-ción’; astronómicamente la aparente detención de un astro, inicialmente, se aplicó a los solsticios, luego también a los equinoccios y finalmente a los cuatro periodos anuales ubicados entre estos.

## Cuatro estaciones
Ya en 1973 el meteorólogo español José María Jansà Guardiola advertía sobre las cuatro estaciones:

La división del año en cuatro estaciones nos parece muy natural, pero conviene darse cuenta de que esta división no es válida en realidad sino dentro de las llamadas zonas templadas, limitadas por el trópico y el círculo polar en cada hemisferio. Da la casualidad de que la cultura clásica y todas las culturas antiguas se desarrollaron dentro de la zona templada norte y a ellas debemos la noción de estación climatológica.
José María Jansà Guardiola

En la cultura clásica se utilizan dos pares de eventos astronómicos para definir cuatro estaciones en el año. Estos eventos son los dos solsticios y los dos equinoccios. En la Tierra cada una de estas cuatro estaciones dura, en promedio, 91 días. Los solsticios tienen lugar en los meses de junio y diciembre y los equinoccios en marzo y septiembre. La fecha de cada uno es variable pero suele ubicarse entre el día 20 y el 22 de dichos meses.
El esquema siguiente muestra cómo las cuatro estaciones quedan definidas por los solsticios y equinoccios, la duración de cada una para el año 2019 y cómo se presentan de manera invertida entre un hemisferio y otro.

### Fechas de solsticios y equinoccios
El momento en que ocurren los solsticios y equinoccios cambia cada año. El calendario gregoriano está diseñado de manera que estas fechas no varíen más de dos o tres días. Los días en que ocurren los solsticios y equinoccios en el siglo XXI son:
- Equinoccio de marzo: día 20 y a veces 19
- Solsticio de junio: días 20 o 21
- Equinoccio de septiembre: día 22 y a veces 23
- Solsticio de diciembre: día 21 y a veces 22

### Características de las cuatro estaciones

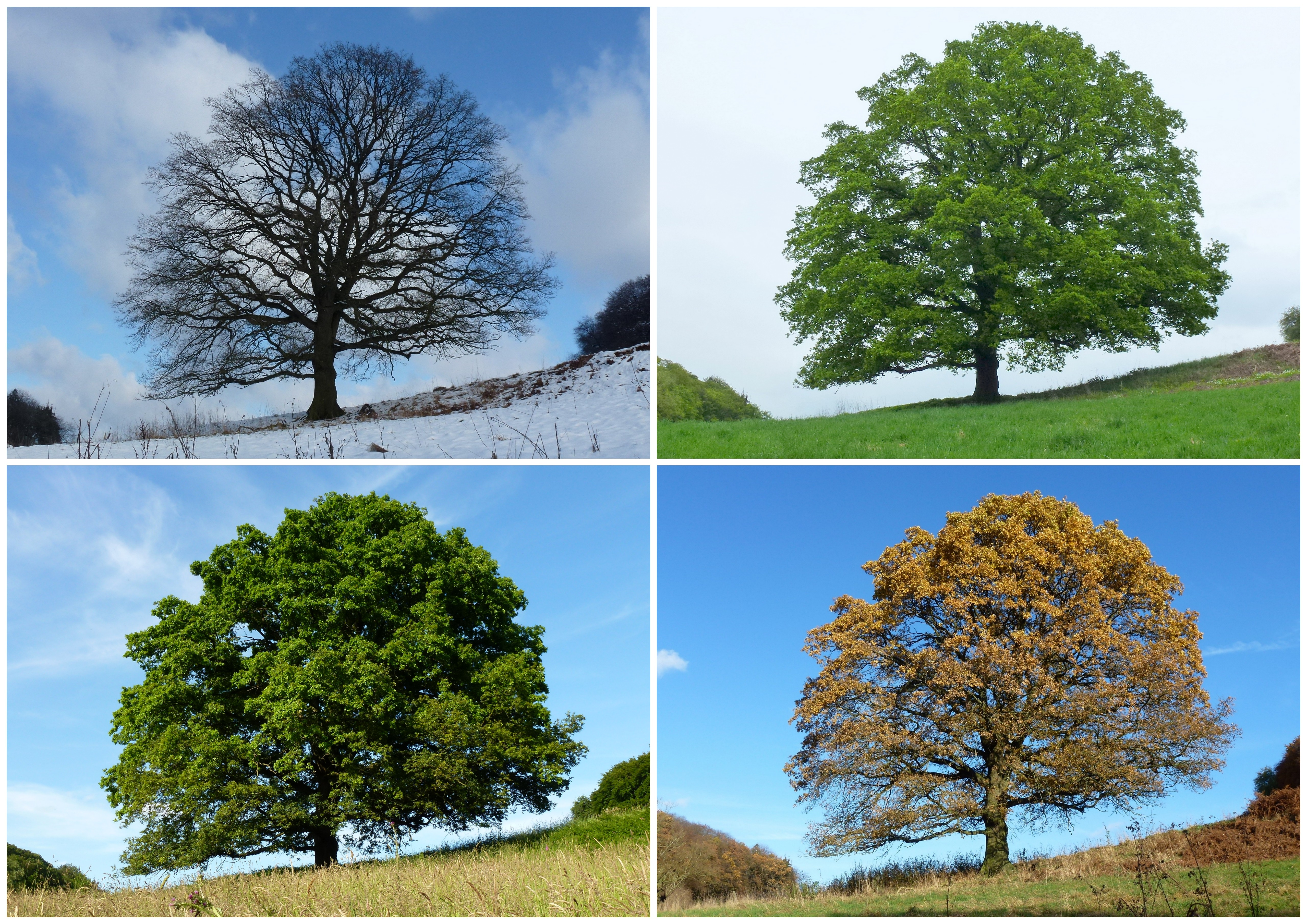
Un roble en un herbazal en Alemania. Cada fotografía fue obtenida en una estación diferente.

Si bien el clima y el bioma varían de una región a otra, se pueden establecer rasgos típicos de cada estación para las zonas templadas.
| Estación  | Duración de día                     | Temperatura | Follaje de los árboles de hoja caduca |
| --------- | ----------------------------------- | ----------- | ------------------------------------- |
| Primavera | Mayor que la noche y en aumento     | En ascenso  | Aparece                               |
| Verano    | Mayor que la noche y en disminución | Altas       | Completo                              |
| Otoño     | Menor que la noche y en disminución | En descenso | Pierde su color verde y cae           |
| Invierno  | Menor que la noche y en aumento     | Bajas       | Sin follaje                           |

## Elementos astronómicos relacionados
Los cambios estacionales incluyen cambios en la posición relativa del Sol y el planeta que implican además, cambios en la cantidad de energía que este recibe. Por esto es que el modelo astronómico a utilizar resulta clave para explicarlas. Si bien un modelo geocéntrico con planeta esférico, tal como el que fue hegemónico en Europa durante la antigüedad y la Edad Media, puede explicar la sucesión de las estaciones no pudo explicar su distinta duración sin violar los postulados del modelo. A partir de la adopción del modelo heliocéntrico durante el siglo XVII quedó explicada la causa de las estaciones y su duración.
Los elementos astronómicos y geodésicos que están relacionadas con las estaciones son el movimiento de traslación, la inclinación axial fija y la forma del planeta medida por la latitud.

### Movimiento de traslación

Fig. 2. Esquema de la órbita de la Tierra alrededor del Sol (3). Se muestra la tierra en su afelio (1) y en su perihelio (2). El esquema está fuera de escala y la excentricidad exagerada para mejor comprensión.

El planeta gira alrededor del Sol en una órbita que tiene forma de elipse, con el Sol en unos de sus focos. Por lo tanto, la distancia entre el planeta y el Sol es variable a lo largo del año. Alrededor del 4 de julio, la Tierra pasa por un punto llamado afelio en el cual tiene la máxima distancia al Sol (152 millones de km aproximadamente). Seis meses después, alrededor del 4 de enero, la Tierra pasa por el punto opuesto llamado perihelio en el cual tiene la mínima distancia al Sol (147 millones de km aproximadamente). (Fig. 2). La diferencia de la distancia representa el 3,4%. Debido a que la insolación disminuye con el cuadrado de la distancia, esta diferencia en la distancia implica que, en el perihelio, la Tierra recoge un 7% más de energía que cuando circula por el afelio.
Si bien el movimiento de traslación y la órbita elíptica podrían explicar los cambios estacionales en el hemisferio sur, la diferencia de la energía recibida es muy pequeña como para explicar la diferencia de temperatura entre las estaciones opuestas de este hemisferio. Por ejemplo: en la ciudad de San Juan (Argentina) la temperatura media de verano es 27° y la de invierno es 8°.
Además, no explica las estaciones del hemisferio norte que son opuestas. Tampoco explica el resto de los cambios:  la altura máxima diaria del Sol sobre el horizonte o la duración de los días y las noches.
Estas pequeñas diferencias en la distancia y la energía se deben a que, si bien la órbita es elíptica, es una elipse de muy baja excentricidad (0.0167) indistinguible a simple vista de un círculo. En los diagramas explicativos suele exagerarse esta excentricidad con fines didácticos.
Las diferencias de energía recibida entre el afelio y el perihelio son más pequeñas que el resto de factores que afecta el clima.
La órbita elíptica y el hecho de que el planeta la recorre con una velocidad variable son las razones por las que las estaciones no tienen la misma duración. El planeta va más deprisa cuanto más cerca está del sol (perihelio, en enero) y más lento cuanto más alejada está (afelio, en julio). Esto es una consecuencia de la segunda ley de Kepler que dice que el radio vector que une un planeta y el sol barre áreas iguales en tiempos iguales. Esta velocidad variable del movimiento de traslación es la causa de que el invierno y el verano no duren igual, con 4,7 días de diferencia.

### Latitud

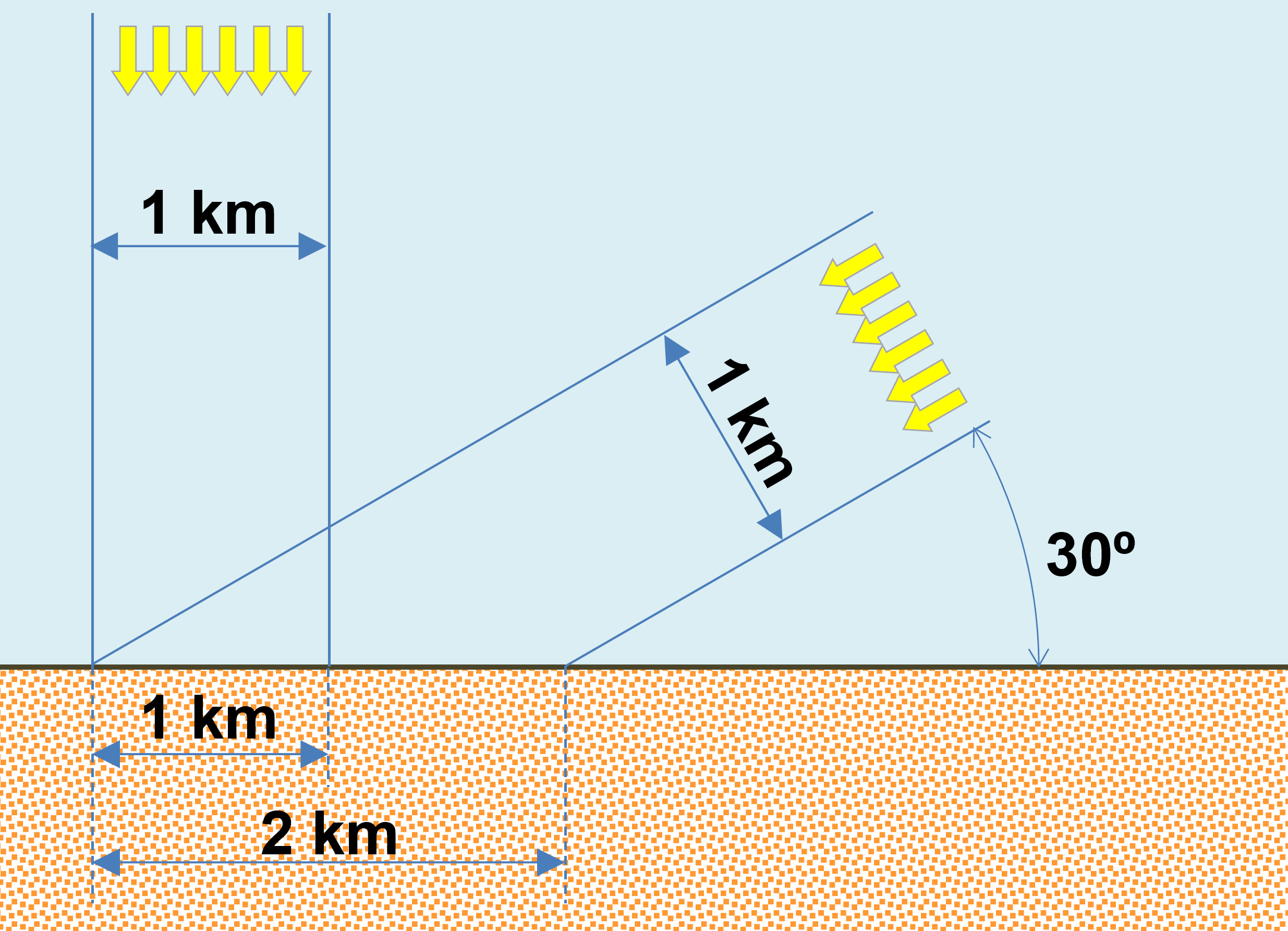
Fig. 3. Esquema en el que se superponen dos rayos iguales (1 km) provenientes de dos fuentes diferentes incidentes con distintos ángulos en la misma superficie plana horizontal. Uno incide de manera perpendicular a la superficie y el otro con un ángulo de 30°. Se observa que este último se distribuye en una mayor superficie (2 km).

Una de las variables importantes que están involucradas en los cambios estacionales es el ángulo de incidencia de la radiación solar a la que está expuesta. La cantidad de energía solar que incide sobre un metro cuadrado en una unidad de tiempo es la insolación.  La insolación depende del ángulo que forman los rayos solares y la superficie sobre la que inciden. Si los rayos inciden perpendiculares a la superficie (90°), transmiten su energía en una superficie menor y la insolación es máxima. Si inciden con un ángulo menor de 90°, la superficie en la que se distribuye la energía aumenta, por lo que la insolación es menor. (Fig. 3).
Dada la enorme distancia entre el Sol y el planeta se puede suponer, con muy buena aproximación, que los rayos del Sol llegan esencialmente paralelos.
Como la Tierra no es un disco plano, sino (aproximadamente) una esfera, el ángulo de incidencia de los rayos cambia con la posición con respecto al ecuador del punto de la superficie que se está estudiando, esto es, la latitud.

Fig. 4. Iluminación de la Tierra durante un equinoccio. Obsérvese que los rayos solares caen perpendiculares a la superficie en el ecuador.

En un equinoccio los rayos del Sol son perpendiculares a la superficie del planeta solo en el ecuador (latitud 0º). Esta será la zona de insolación máxima en ese momento.  En una zona de latitud 30° (Norte o Sur) los rayos caen con una inclinación de 60° con respecto a la superficie y habrá una insolación menor.  En los polos (90° de  latitud norte o sur) los rayos tienen un ángulo de incidencia 0°, es decir, el sol está justo en el horizonte, sus rayos son paralelos a la superficie y la insolación es nula. (Fig. 4). Esto es consistente con la división del planeta en zonas geoastronómicas.

Si el planeta no tuviera su eje de rotación inclinado, no habría estaciones y la insolación máxima en cada latitud sería como se describe en el párrafo anterior todo el año.

### Inclinación axial

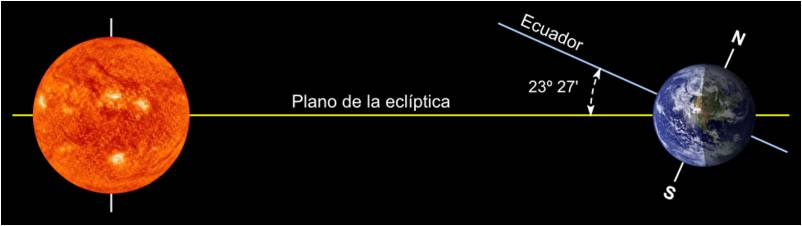
Fig. 5. Esquema en vista lateral del Sol y la Tierra. Se señalan el plano de la eclíptica, el eje de rotación (N-S) y el plano del ecuador terrestre y el ángulo que forman. (Fuera de escala)

La órbita de la Tierra alrededor del Sol define un plano llamado plano de la eclíptica. Además del movimiento de traslación, tiene un movimiento de rotación, según el cual gira en torno a su propio eje. Este eje es una línea imaginaria que pasa por el centro y contiene los polos norte y sur. Perpendicular al eje de rotación, se define el ecuador terrestre y su proyección, el ecuador celeste. El eje de rotación está  inclinado con respecto al plano de la órbita por lo que el plano ecuatorial y el plano de la elíptica no son el mismo plano. Esto se denomina inclinación axial u oblicuidad de la eclíptica. El ángulo entre el plano ecuatorial y el plano de la eclíptica es de unos 23,5°. (Fig. 5).

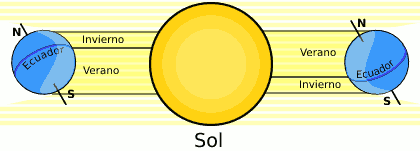
Fig. 6. Esquema de la Tierra y el Sol en los dos solsticios. A la izquierda, el solsticio de diciembre. A la derecha el de junio. Obsérvese que la inclinación del eje de rotación terrestre se mantiene constante en el recorrido orbital anual.

La inclinación del eje es prácticamente constante a lo largo de un año, es decir, apunta siempre en una misma dirección. Por esto, en la medida en que el planeta recorre su órbita, el ángulo entre los rayos solares y el eje de rotación va cambiando de manera continua. (Fig. 6). Lo cual implica que el ángulo entre los rayos solares y cada uno de los puntos de la superficie del planeta va cambiando de manera continua. Cuando este ángulo de incidencia es mayor será verano en ese punto, en la medida que se reduzcan se tendrá el otoño, cuando sean mínimo será invierno y cuando se incrementen, primavera y se habrá completado una vuelta a la órbita, (un año), para comenzar nuevamente otra.
La inclinación del eje del planeta es prácticamente constante a lo largo de un año pero va cambiando en una escala de tiempo mucho mayor. Este cambio en la inclinación del eje implica que si bien actualmente el polo norte terrestre apunta hacia la estrella polar, hace miles de años, no lo hacía. Este movimiento explica la precesión de los equinoccios.

## Solsticios y equinoccios

Fig. 7. Esquema del sistema Tierra Sol. Se muestra la Tierra en 4 posiciones singulares: dos solsticios y dos equinoccios. Obsérvese la inclinación fija del eje terrestre a medida que la gira alrededor del sol.

La combinación de un eje de rotación con inclinación fija con respecto al plano de la órbita, junto al movimiento de traslación a lo largo de ella y la forma esférica del planeta, explican las estaciones.
En la medida en que el planeta recorre la órbita, los rayos solares inciden con ángulos variables sobre los distintos puntos del planeta produciendo una transferencia de energía por unidad de superficie variable. Si bien esta variación es continua, se identifican 4 puntos singulares a lo largo de la órbita. Dos solsticios y dos equinoccios. (Fig. 7).

### Solsticio de junio
Durante este solsticio, la posición del eje de rotación es tal que el planeta expone el polo norte a los rayos del sol y las zonas polares australes quedan ocultas de los rayos solares. En las zonas polares boreales hay sol de medianoche y en las australes, noche polar. En las zonas templadas boreales existen el día más largo y la noche más corta del año. Ese día, el sol alcanza su altura máxima en el cielo. Todo esto marca el inicio del verano boreal. En las zonas templadas australes está el día más corto y la noche más larga del año, la altura del sol en el mediodía es la mínima del año. Es el inicio del invierno austral. Los rayos solares caen de manera perpendicular en el trópico de Cáncer. (Fig. 8).

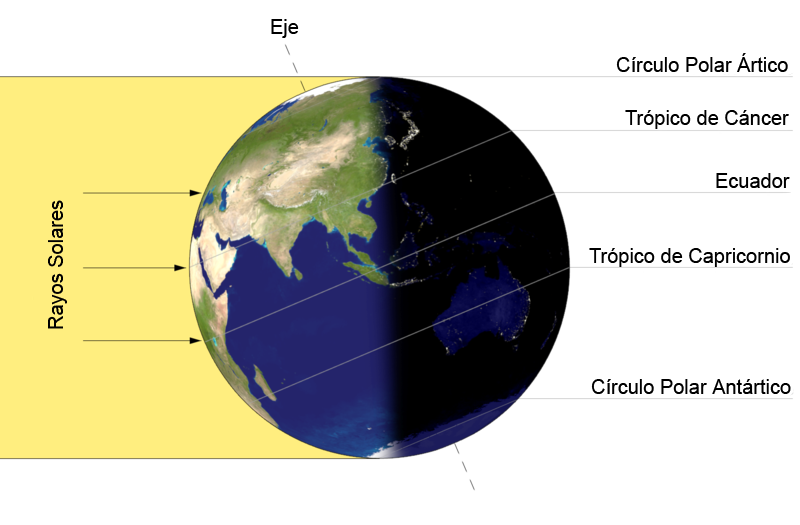
Fig. 8. Iluminación de la Tierra en el solsticio de junio. Obsérvese como los rayos solares inciden de manera perpendicular a la superficie en trópico de Cáncer.

Pasado el solsticio de junio el movimiento de traslación lleva al planeta a posiciones en las que el polo norte ya no queda tan expuesto y comienzan a iluminarse las regiones polares australes. Los días empiezan a ser más cortos en las zonas templadas boreales y más largos en las australes. El punto en el que los rayos solares caen de manera perpendicular ha abandonado el trópico de Cáncer y se acerca al ecuador.

### Equinoccio de septiembre
La posición del eje de rotación es tal que los rayos del sol inciden de manera perpendicular a él. Tanto el polo norte como el polo sur resultan iluminados, aunque el sol se ubica en el horizonte en dichos sitios. En las zonas templadas boreales, el día se ha acortado hasta hacerse igual a la noche. Es el comienzo del otoño boreal. En las zonas templadas australes los días se han alargado hasta hacerse iguales a la noche. Es el comienzo de la primavera austral. El punto en el que los rayos solares caen de manera perpendicular ha llegado al ecuador.
Pasado el equinoccio de septiembre el movimiento de traslación lleva al planeta a posiciones en las que el polo norte ya queda a oscuras y las regiones polares australes quedan cada vez más expuestas al sol. Los días empiezan a ser más cortos que las noches en las zonas templadas boreales y más largos que ellas en las australes. El punto en el que los rayos solares caen de manera perpendicular ha abandonado el ecuador y se dirige al polo sur.

### Solsticio de diciembre
La posición del eje de rotación es tal que el planeta expone el polo sur a los rayos del sol y las zonas polares boreales quedan ocultas de los rayos solares. En las zonas polares australes se da sol de medianoche y noche polar en las  boreales, mientras que en las zonas templadas australes queda el día más largo y la noche más corta del año. Ese día el sol alcanza su altura máxima en el cielo. Todo esto marca el comienzo del verano  austral. Las zonas templadas boreales tienen el día más corto y la noche más larga del año, la altura del sol en el mediodía es la mínima del año. Es el comienzo del invierno boreal. Los rayos solares caen de manera perpendicular en el trópico de Capricornio.
Pasado el solsticio de diciembre el movimiento de  traslación lleva al planeta a posiciones en las que el polo sur ya no queda tan expuesto y comienzan a iluminarse las regiones polares boreales. Los días empiezan a ser más cortos en las zonas templadas australes y más largos en las boreales. El punto en el que los rayos solares caen de manera perpendicular ha abandonado el trópico de Capricornio y vuelve a moverse hacia el norte.

### Equinoccio de marzo
La posición del eje de rotación es tal que los rayos del sol vuelven a ser perpendicular a él. Tanto el polo norte como el polo sur resultan iluminados, aunque el sol se ubica en el horizonte en dichos sitios. En las zonas templadas australes, el día ha acortado hasta hacerse igual a la noche. Es el comienzo del otoño austral. En las zonas templadas boreales, el día se ha alargado hasta hacerse igual a la noche. Es el comienzo de la primavera boreal. El punto en el que los rayos solares caen de manera perpendicular ha llegado al ecuador.
Pasado el equinoccio de marzo el movimiento de traslación lleva al planeta a posiciones en las que el polo sur ya queda a oscuras y las regiones polares boreales quedan cada vez más expuestas al sol. Los días empiezan a ser más cortos que las noches en las zonas templadas australes y más largos que ellas en las boreales. El punto en el que los rayos solares caen de manera perpendicular ha abandonado el ecuador y se dirige al norte.

### Cálculo de solsticios y equinoccios
Las estaciones varían su comienzo porque el año civil dura 365 o 366 días mientras el año astronómico o trópico dura 365,2422 días.
Como el año bisiesto dura más que el astronómico, después de un año bisiesto las estaciones empiezan antes. Luego con cada año normal las estaciones retrasan su comienzo unas 6 horas, de modo que en los tres años normales retrasan su inicio 18 horas, hasta que un nuevo año bisiesto devuelve su comienzo casi al momento de empezar el ciclo.
Se calcula el comienzo de las estaciones usando las siguientes fórmulas:
- Equinoccio marzo del año Y:

JD = 1721139,2855 + 365,2421376 * Y + 0,067919 * (Y / 1000)2 - 0,0027879 * (Y / 1000)3
- Solsticio de junio del año Y:

JD = 1721233,2486 + 365,2417284 * Y - 0,053018 * (Y / 1000)2 + 0,009332 * (Y / 1000)3
- Equinoccio septiembre del año Y:

JD = 1721325,6978 + 365,2425055 * Y - 0,126689 * (Y / 1000)2 + 0,0019401 * (Y / 1000)3
- Solsticio de diciembre del año Y:

JD = 1721414,392 + 365,2428898 * Y - 0,010965 * (Y / 1000)2 - 0,0084885 * (Y / 1000)3
Luego hay que convertir la fecha juliana al calendario gregoriano. Restando las fechas julianas se obtiene la duración de las estaciones, excepción hecha de la duración del invierno; para obtener esta última se suma la cantidad aproximada de la duración del año trópico 365,2422 al comienzo de la primavera del año Y obteniendo la del año Y+1 y se resta del comienzo del invierno.

## Estaciones y meteorología
Debido a la inercia térmica de la atmósfera terrestre y sus océanos, el tiempo atmosférico de cada región está ligeramente desfasado con respecto a los períodos de mayor y menor insolación solar. Aunque la primavera y el verano tienen la misma insolación, el calor acumulado en la primavera causa que las temperaturas sean mayores en el verano aunque por el frío acumulado en la época de baja insolación del invierno. Análogamente sucede con el otoño y el invierno, aunque tiene la misma insolación, el otoño es menos frío por el calor acumulado en la época de alta insolación del verano boreal.
Por este mecanismo, el mes de mayor y menor temperatura no coinciden con los meses del solsticio. Los meses de mayor y menor temperatura en la mayor parte de la Tierra son julio y enero. Ya que, por ejemplo para el verano boreal, en julio se dan simultáneamente las condiciones de alta insolación y gran acumulación de calor de los últimos días de primavera. 
| |  |  |
| --- |  |  |
| Climogramas de tres ciudades americanas cercanas a la costa del Pacífico. Se observa que en el caso de Los Ángeles, en la zona templada boreal, la temperatura media máxima (línea roja) ocurre en agosto y la mínima en enero; y en Santiago, en la zona templada austral, la temperatura media máxima ocurre en enero y la mínima en julio. Guayaquil, en la zona intertropical, no presenta marcados ascensos o descensos de la temperatura, pero sí un marcado descenso de las precipitaciones (barras azules) que constituye el límite entre la estación lluviosa y la estación seca. |  |  |

## Estaciones y fenología
La fenología investiga los ciclos y cambios en la naturaleza a lo largo del año. Ejemplos son el crecimiento vegetal, el florecimiento de las distintas especies o los ciclos reproductivos y las migraciones de animales por razones climáticas. Para esta disciplina de la ciencia, tanto la división tradicional como la meteorológica son demasiado imprecisas para determinar las estaciones del año. Además, en cada zona climática las estaciones se dan de manera diferente. Un ejemplo: Para la fenología el invierno consiste en el período sin crecimiento vegetal. Este período no siempre dura tres meses, por ejemplo en zonas con clima boreal/continental puede durar hasta nueve (ej. Siberia).
De acuerdo al desarrollo de su naturaleza, para la fenología cada zona climática tiene estaciones diferentes y también existen bastantes más que cuatro subdivisiones. En Europa central, por ejemplo, la fenología divide el año en doce estaciones diferentes, de las cuales siempre tres son subdivisiones de las cuatro estaciones principales.

### Efectos del cambio climático en las estaciones
En fenología, la alteración de las estaciones (o más precisamente, adelantamiento o retraso de las estaciones) se refiere a los cambios observados en el momento de las estaciones del año,como una más breve duración de los inviernos, indicios más tempranos del comienzo de la primavera, ampliamente observadas en áreas templadas del hemisferio norte, o veranos más prolongados a nivel global. Los registros fenológicos analizados por climatólogos han mostrado tendencias temporales significativas en el tiempo observado de eventos estacionales,desde finales del siglo XX y hasta el siglo XXI. En Europa, las alteraciones de las estaciones se han asociado con la llegada de la primavera adelantándose aproximadamente una semana en un período reciente de 30 años.Otros estudios han puesto la tasa de alteración estacional medida por la fenología de la planta en el rango de 2 a 3 días por década de avance en primavera y de 0,3 a 1,6 días por década de retraso en otoño, durante los últimos 30 a 80 años.
Los cambios observables en la naturaleza relacionados con las alteraciones de las estaciones incluyen aves que ponen sus huevos antes y brotes que aparecen en algunos árboles ya hacia fines del invierno.Además del adelantamiento de la brotación, los árboles con flor han estado floreciendo antes, por ejemplo, los cerezos, que son culturalmente importantes en Japón, y Washington D. C. Los bosques boreales de frondosas han tenido una tendencia en que pierdan sus hojas antes y conserven sus copas verdes por más tiempo. La temporada de crecimiento de la agricultura también se ha expandido entre 10 y 20 días en las últimas décadas.

## Estaciones en otras culturas

### Método tradicional asiático/irlandés
En algunas culturas del hemisferio norte existe, además de los tres métodos más reconocidos, un método alternativo basado en la insolación o radiación solar. Según este método, los equinoccios y solsticios no marcan el paso de una estación a otra, sino el «día central» de la estación. El verano, como base de la clasificación, es el trimestre con mayor insolación. Por lo tanto se da un desfase de alrededor de siete semanas con el método astronómico tradicional y uno de cuatro semanas con el método meteorológico. Las estaciones se clasifican de la siguiente manera, de acuerdo a sus comienzos, que varían según la cultura:
- Primavera: entre el 2 y el 7 de febrero
- Verano: entre el 4 y el 10 de mayo
- Otoño: entre el 3 y el 10 de agosto
- Invierno: entre el 5 y el 10 de noviembre

Como consecuencia, al igual que con el método tradicional astronómico se da un desfase con los datos de la temperatura, pero invertido a este: el otoño aquí es más cálido que la primavera.

## Estaciones en otros planetas del sistema solar
Entre los diferentes planetas del sistema solar, Marte, Saturno y Urano cuentan con inclinaciones de su eje de rotación elevadas similares en el caso de los dos primeros a la Tierra y de hasta 98° en el caso de Urano. En la actualidad se ha podido estudiar el ciclo de estaciones en Marte (similar al Terrestre) y se comienza a comprender el extendido ciclo estacional de Urano. La densa atmósfera de Saturno no parece tener importantes efectos estacionales aunque sí podrían existir efectos estacionales importantes en la generación de tormentas y nubes de metano en su satélite Titán, único satélite de Saturno con una atmósfera destacada.

## Personificación

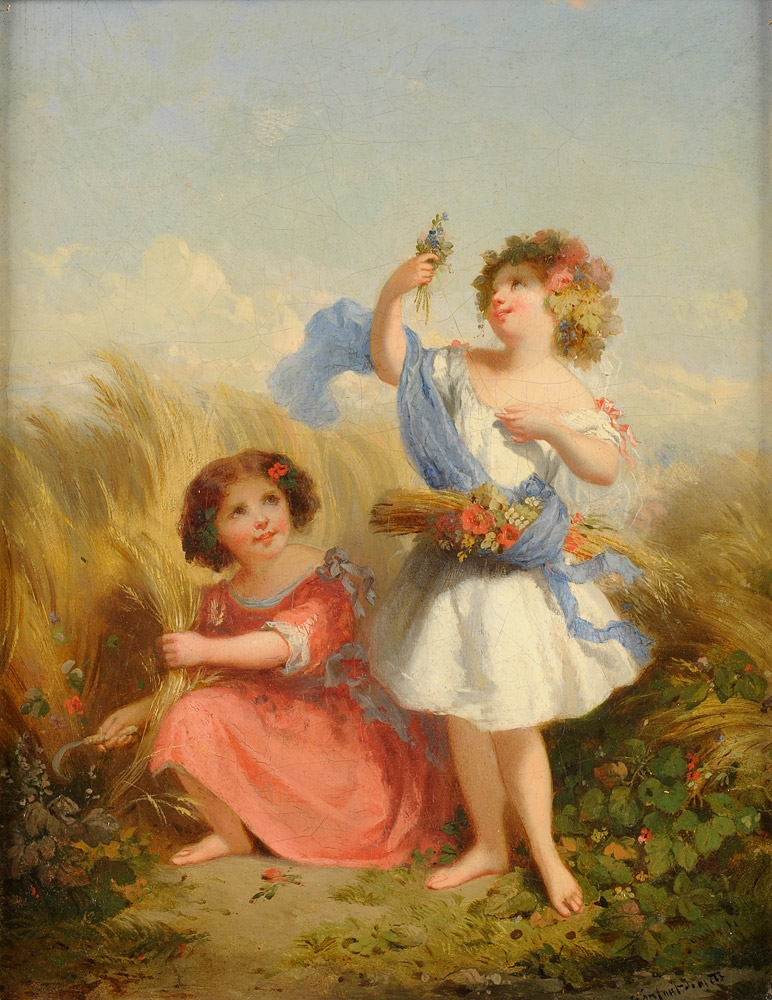
El verano, François Louis Lanfant de Metz

Las estaciones —horai, hora, palabra del género femenino que significa hora— se personificaron en la antigüedad. Los Griegos al representarlas en mujeres conocieron dos estaciones, estío e invierno. Luego aumentaron otra y las tres llevaron diversos nombres. Las Estaciones tuvieron sus atributos y símbolos iguales en todo a los de las Horas que delegaron en estas, contándoles la dirección del mundo material por lo que respecta al reino vegetal. Las Estaciones en los monumentos antiguos están por lo común representadas como niños alados, teniendo cada una los atributos propios de la estación:
- La primavera (representada igualmente por Mercurio), aparece en un niño con una corona de flores en su cabeza; junto a él un arbusto empezando a florecer y lleva de su mano un cabritillo o una oveja. La primavera ha sido consagrada a las Gracias, las musas y a Flora.
- El estío (figurado en Apolo), viene representado por otro niño con una diadema de espigas de trigo en su cabeza, un manojo de espigas en una mano, y en la otra una hoz.
- El otoño (representado en Baco), está figurado por un niño llevando en sus manos muchos racimos de vid o sobre su cabeza una cesta con frutas.
- El invierno (figurado en Hércules), está representado por un niño bien vestido y la cabeza cubierta, bien arrimado a un árbol despojado de su verdor, con algunas frutas secas de la estación en una mano, y teniendo de la otra varias aves acuáticas.[52]

## En la música
En la música existen canciones y orquestas con este nombre, como el grupo de conciertos para violín Las cuatro estaciones de Vivaldi, cada uno de los conciertos dedicado a una estación.

## En la cultura popular
- Existe una pizza llamada pizza cuatro estaciones, la cual está divida en cuatro partes con diferentes ingredientes que representan estaciones diferentes.
- Una película llamada Cuatro estaciones que se estrenó en 2009 fue dirigida por Marcel Barrena.
- Un título de The Legend of Zelda llamado The Legend of Zelda: Oracle of Seasons (juego de la serie Oracle que tiene como juego contrario a Oracle of Ages) tiene como habilidad principal cambiar las estaciones con el Cetro de las Estaciones, un objeto que es de necesario para continuar con la aventura ya que el cambio de estaciones te permite acceder a algunas zonas que con otras estaciones no se podría acceder.